# La Quiaca
La Quiaca is een plaats in het Argentijnse bestuurlijke gebied Yavi in de provincie Jujuy. De plaats telt 14.753 inwoners. Het is de meest Noordelijke stad van Argentinië.

## Verwijzing
Het door Gustavo Santaolalla voor de film The Motorcycle Diaries gecomponeerde titelnummer heet De Ushuaia a La Quiaca. Ushuaia is de meest zuidelijke stad van Argentinië.

## Galerij

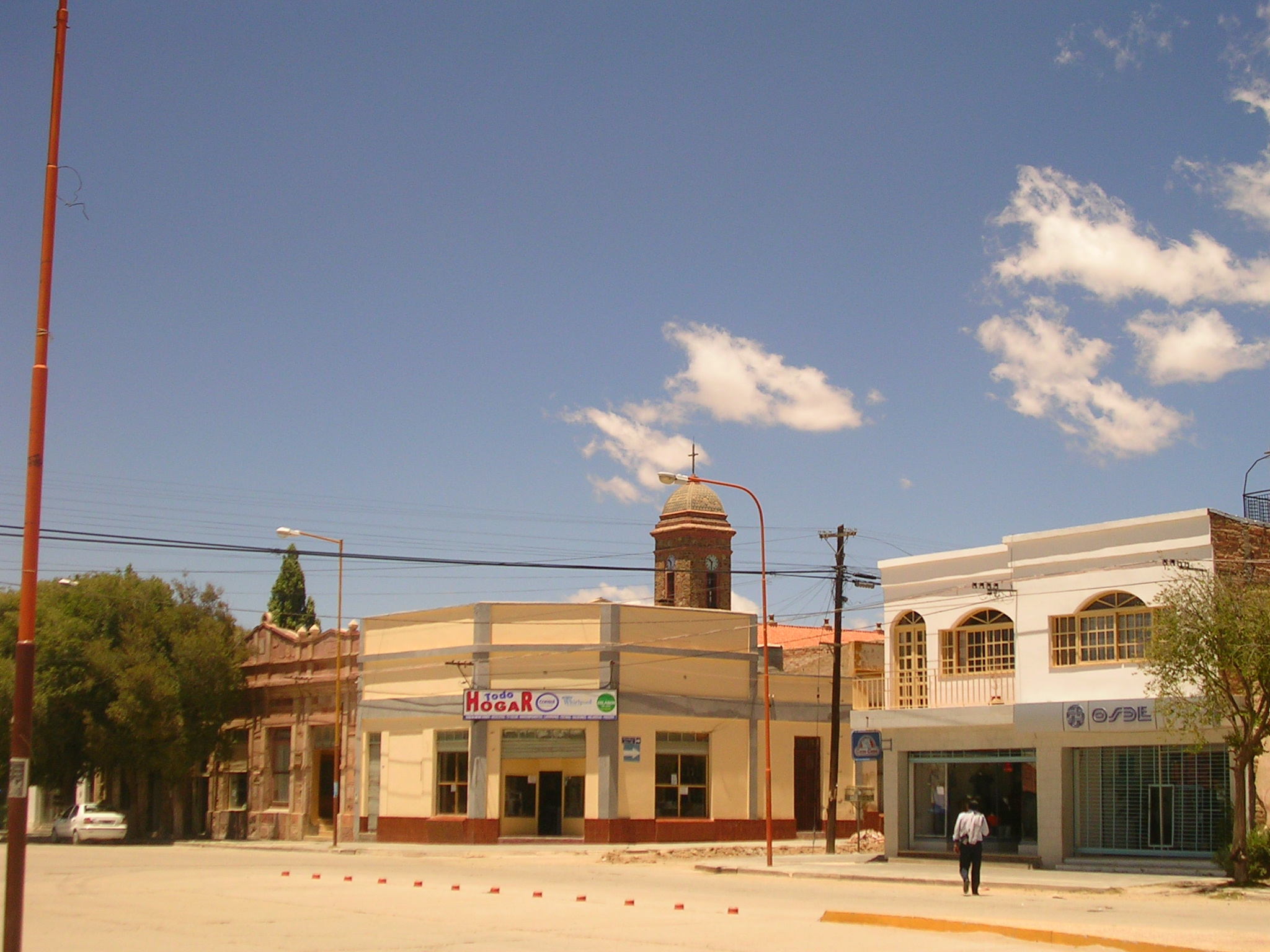
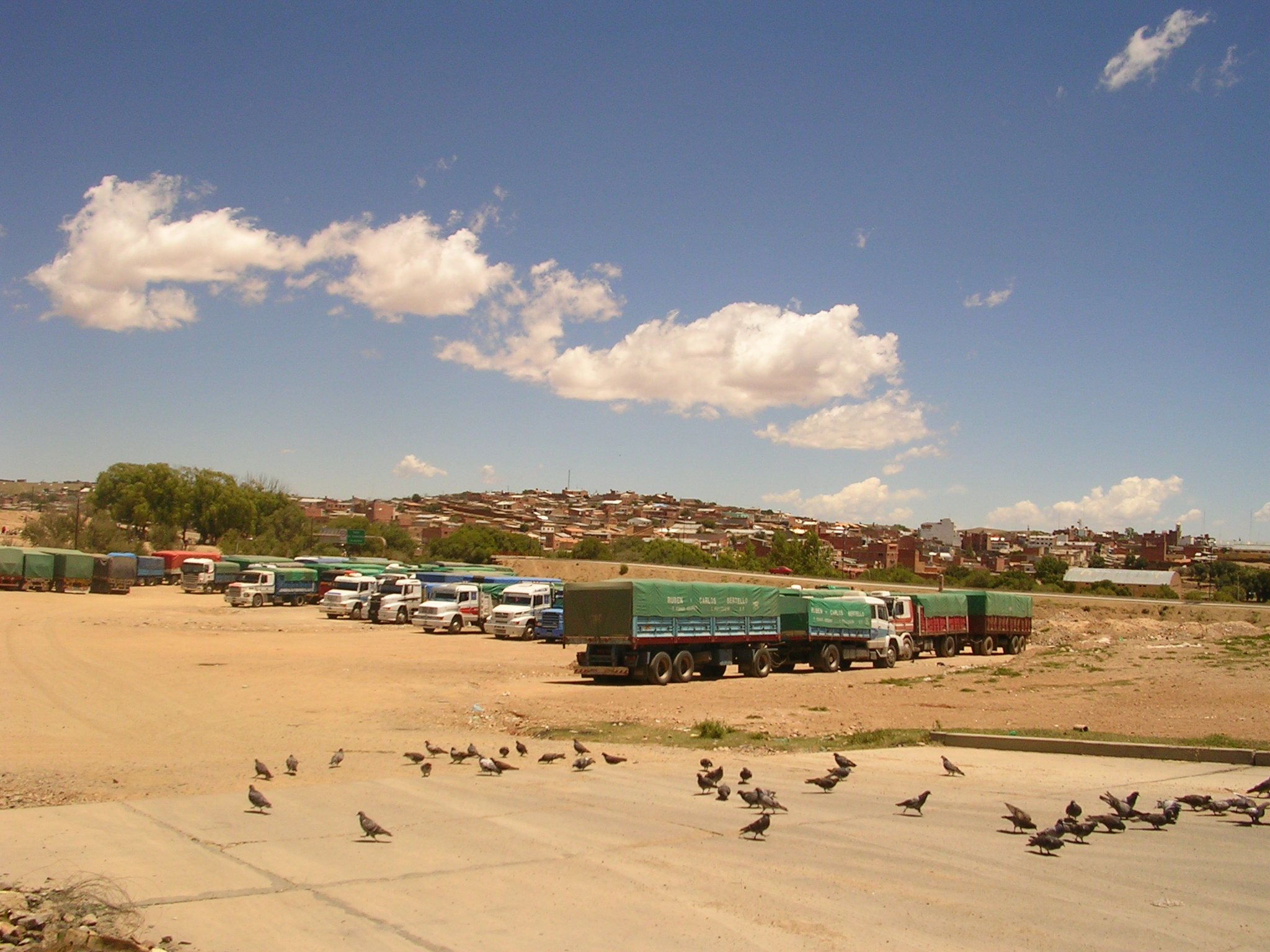
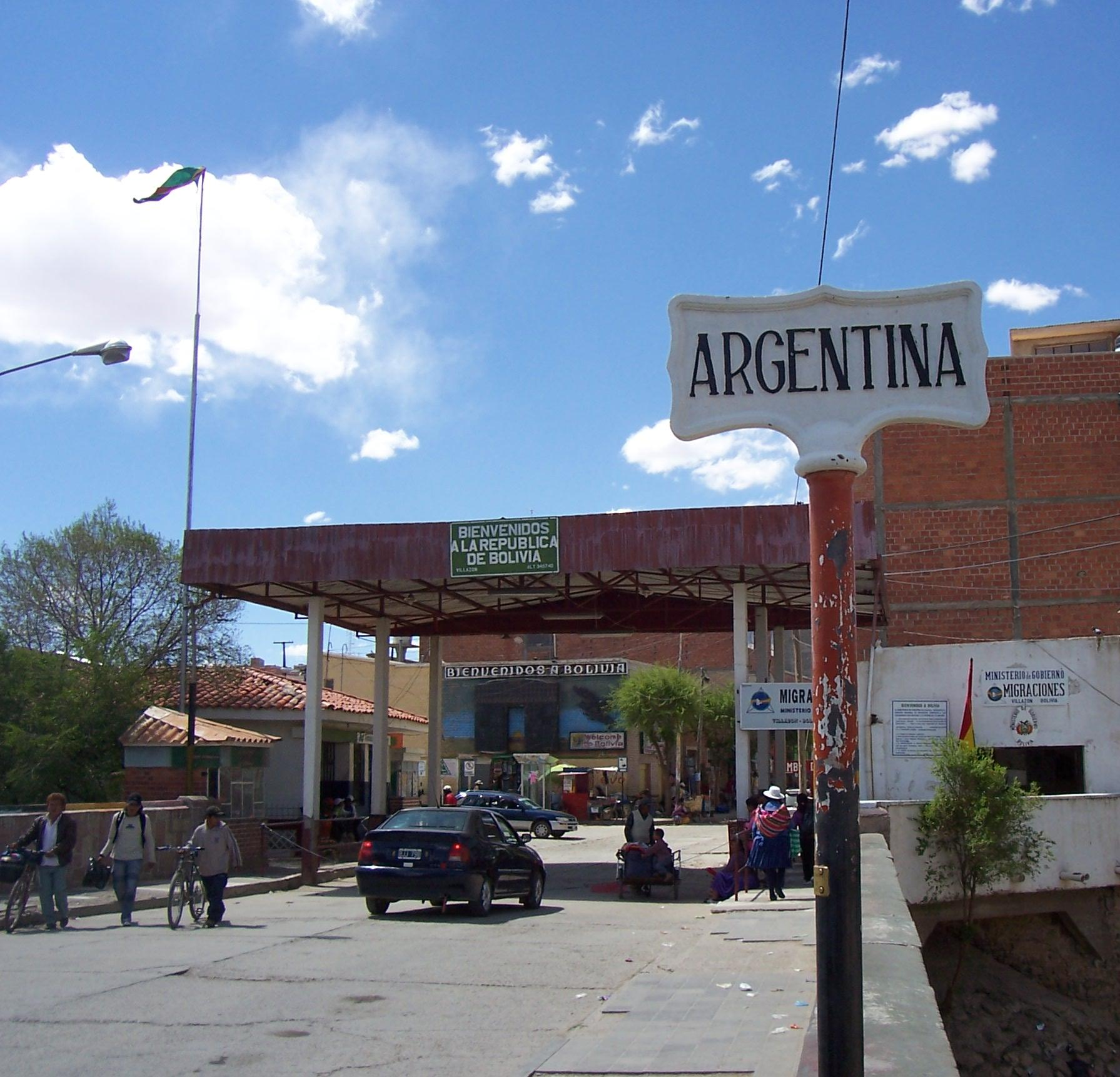
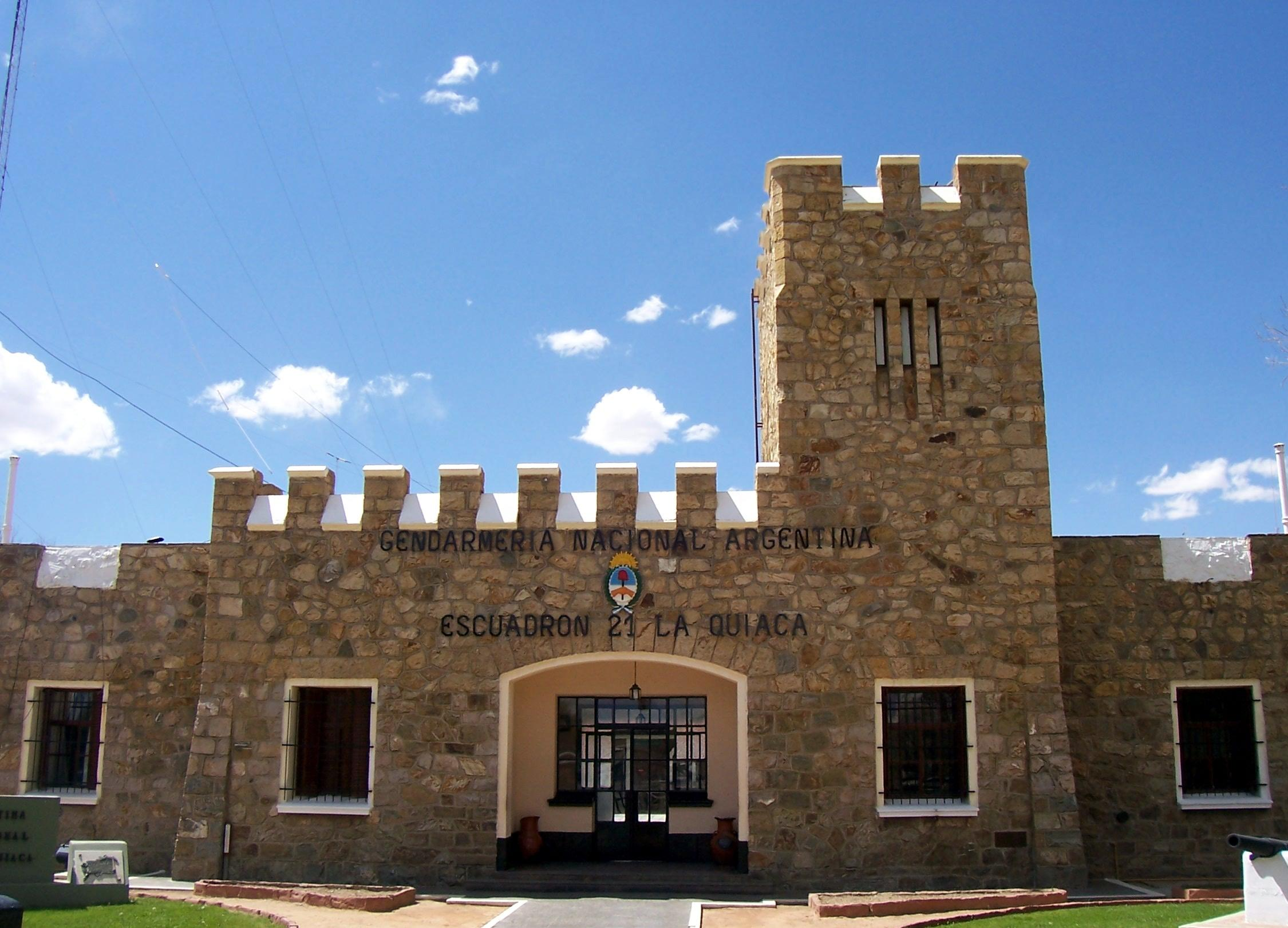
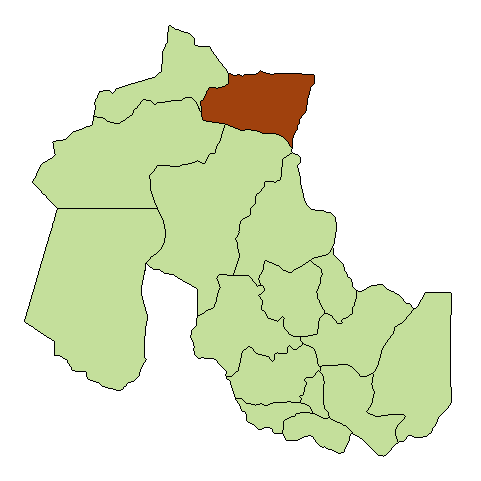